# If You Asked Me To
If You Asked Me To è una canzone scritta dalla cantautrice americana Diane Warren. Il brano è stato originariamente registrato dalla cantante americana Patti LaBelle per il suo nono album in studio Be Yourself (1989) e per la colonna sonora del film 007 - Vendetta privata. Tre anni dopo la cantante canadese Céline Dion registrò una propria versione di If You Asked Me To per il suo secondo album in studio in inglese, Céline Dion (1993). Pubblicato come secondo singolo promozionale dell'album, la versione della Dion superò le classifiche canadesi e raggiunse anche la quarta posizione della Billboard Hot 100 negli Stati Uniti.

## Contenuti e successo commerciale
If You Asked Me To è apparso per la prima volta nella colonna sonora del film di James Bond del 1989, 007 - Vendetta privata. Il titolo della canzone si riferisce ai dialoghi del film. I testi sono dal punto di vista di una donna che supplica il suo uomo: "Se me lo chiedessi, potrei solo cambiare idea e lasciarti nella mia vita per sempre". La versione di LaBelle raggiunse la numero 79 della Billboard Hot 100, la numero 10 delle canzoni della Hot R&B/Hip-Hop Songs e la numero 11 dell Hot Adult Contemporary Tracks. Nonostante sia stata nella top ten della classifica R&B, la canzone non ebbe molto successo rispetto alla versione di Céline Dion che fu registrata solo tre anni dopo. Al riguardo Patti LaBelle, in un'intervista utilizzata per le note della copertina del suo album Greatest Hits pubblicato nel 1999, spiegò:"Sapevo che la canzone sarebbe stata un successo quando l'ho registrata ed ero felice che Céline l'avesse registrata e l'ha fatto molto bene, ma gli arrangiamenti sono così simili e abbiamo entrambi delle voci piuttosto potenti... quindi chissà perché la mia versione non ha raggiunto il successo. Forse era il momento... "
La canzone è apparsa anche nella soap opera diurna General Hospital nel 1989.

## Videoclip musicale
Il videoclip musicale fu filmato il giorno dopo i funerali della sorella di LaBelle, Jacqueline "Jackie" Padgett, deceduta a 43 anni a causa di un cancro ai polmoni (fu la terza sorella di LaBelle a morire, tutte e tre le sorelle di Patti morirono prima dei 44 anni). Il contesto del video della canzone cambiò radicalmente, perché mostra una LaBelle vestita di nero che canta la canzone in una chiesa (con candele e gigli), e delle scene di lei in lacrime.

## Formati e tracce
CD Mini Singolo (Germania; Regno Unito) (MCA: DMCA 1357)
1. If You Asked Me To (7" Version) – 3:58 (Diane Warren)
2. If You Asked Me To (Dub) – 4:08 (Warren)
3. If You Asked Me To (Instrumental Suite) – 4:13 (Warren)

CD Singolo Promo (Stati Uniti) (MCA: CD45-17769)
1. If You Asked Me To – 3:58 (Warren)

1. If You Asked Me To – 3:56 (Warren)
2. If You Asked Me To (Instrumental Suite) – 4:08 (Warren)

LP Singolo 7" (Europa; Stati Uniti) (MCA: 257 540-7; MCA: MCA-53358)
1. If You Asked Me To – 3:56 (Warren)
2. If You Asked Me To (Instrumental Suite) – 4:14 (Warren)

LP Singolo 7" (Germania; Regno Unito) (MCA: MCA-53358; MCA: MCA 1357)
1. If You Asked Me To – 3:58 (Warren)
2. If You Asked Me To (Instrumental Suite) – 4:14 (Warren)

LP Singolo Promo 7" (Spagna; Stati Uniti) (MCA: 1.122; MCA: MCA-53358)
1. If You Asked Me To – 3:56 (Warren)
2. If You Asked Me To – 3:56 (Warren)

LP Singolo 7" (Germania; Regno Unito) (MCA: 257 541-0)
1. If You Asked Me To – 3:56 (Warren)
2. If You Asked Me To (Instrumental Suite) – 4:14 (Warren)

LP Singolo Promo 12" (Stati Uniti) (MCA: L33-17571)
1. If You Asked Me To – 3:56 (Warren)
2. If You Asked Me To (Dub) – 4:08 (Warren)
3. If You Asked Me To (Instrumental Suite) – 4:14 (Warren)

MC Singolo (Regno Unito) (MCA Records: MCAC-53358)
1. If You Asked Me To – 3:56 (Warren)
2. If You Asked Me To (Instrumental Suite) – 4:14 (Warren)

## Classifiche
| Classifica (1989)                                     | Posizione massima raggiunta |
| ----------------------------------------------------- | --------------------------- |
| Stati Uniti (Billboard Hot 100)                       | 79                          |
| Stati Uniti (Billboard Hot Adult Contemporary Tracks) | 11                          |
| Stati Uniti (Billboard Hot R&B/Hip-Hop Songs)         | 10                          |

## Crediti e personale
Personale
- Arrangiato da - Aaron Zigman
- Chitarra - Michael Landau
- Cori - Paulette Brown, Hull, Valerie Pinkston-Mayo
- Ingegnere del suono - Darren Klein
- Mixato da - Darren Klein
- Musica di - Diane Warren
- Percussioni - Lenny Castro
- Produttore - Stewart Levine
- Sintetizzatore - Aaron Zigman
- Tastiere - Aaron Zigman
- Testi di - Diane Warren

## Cronologia di pubblicazione
| Paese       | Data | Formato                              |
| ----------- | ---- | ------------------------------------ |
| Australia   | 1989 | Vinile (7")                          |
| Europa      | 1989 | Vinile (7")                          |
| Germania    | 1989 | CD Mini • Vinile (7"), (12")         |
| Regno Unito | 1989 | CD Mini • Musicassetta • Vinile (7") |
| Stati Uniti | 1989 | Vinile (7")                          |

## If You Asked Me To(versione di Céline Dion)
La versione registrata da Céline Dion di If You Asked Me To è stata rilasciata come secondo singolo dal suo omonimo album in studio del 1992, Céline Dion. Il brano è stato prodotto da Guy Roche e pubblicato in Canada e Stati Uniti nell'aprile 1992, e più tardi nel resto del mondo.

### Contenuti e pubblicazioni
Il singolo include come lato B il brano Love You Blind scritto da Jay Oliver e Sheryl Crow e prodotto da Walter Afanasieff.
If You Asked Me To successivamente è stato incluso nelle versioni nord americane dei greatest hits All the Way ... A Decade of Song (1999) e My Love: Essential Collection (2008).

### Videoclip musicale
Il videoclip musicale della canzone è stato diretto da Dominic Orlando e girato tra Chatsworth e Hollywood. Fu pubblicato nell'aprile 1992 e incluso più tardi nella raccolta DVD, All the Way ... A Decade of Song & Video pubblicato da Céline nel 2001.

### Recensioni da parte della critica
Dave Sholin del Gavin Report ha scritto sulla canzone: "Céline merita tutti gli elogi ottenuti negli ultimi anni, e sicuramente la sua interpretazione di questa toccante ballad di Diane Warren (precedentemente registrata da Patti LaBelle), la porta ad un nuovo livello." L'editore di AllMusic, Stephen Thomas Erlewine, l'ha scelta come una delle canzoni migliori insieme a Beauty and the Beast e Love Can Move Mountains.

### Successo commerciale
Il singolo è stato un successo negli Stati Uniti e in Canada. If You Asked Me To ha raggiunto la posizione numero quattro della Billboard Hot 100 negli Stati Uniti, facendo ancora meglio nella Billboard Hot Adult Contemporary Tracks, dove trascorse tre settimane in prima posizione. Anche in Canada, ha raggiunto il numero uno. Il singolo ebbe un moderato successo altrove, raggiungendo la top 30 in Nuova Zelanda e nei Paesi Bassi. If You Asked Me To è stato pubblicato due volte nel Regno Unito: prima, nel giugno 1992, quando raggiunse la numero 60, e la seconda volta nel dicembre 1992, quando ha raggiunto la numero 57.

### Premi e riconoscimenti
Nel 1993, If You Asked Me To ottenne una nomination ai Billboard Music Award nella categoria Hot Adult Contemporary Single of the Year e ai Juno Award come Singolo dell'Anno (quest'ultimo fu vinto dalla stessa Dion con Beauty and the Beast).

### Formati e tracce
CD Singolo (Australia) (Epic: 657989 2)
1. If You Asked Me To – 3:54 (Diane Warren)
2. Love You Blind – 4:35 (testo: Sheryl Crow – musica: Josep Llobell Oliver)

CD Maxi Singolo (Europa) (Columbia: 657989 2)
1. If You Asked Me To – 3:54 (Warren)
2. Love You Blind – 4:35 (testo: Crow – musica: Oliver)
3. Halfway To Heaven – 5:05 (testo: Hal David – musica: Franne Golde, Nicky Holland)

CD Maxi Singolo (Europa) (Epic: 658192 2)
1. If You Asked Me To – 3:55 (Warren)
2. Where Does My Heart Beat Now – 4:32 (testo: Robert White Johnson – musica: Taylor Rhodes)
3. Love You Blind – 4:35 (testo: Crow – musica: Oliver)

CD Singolo (Giappone) (Epic: ESDA 7095)
1. If You Asked Me To – 3:54 (Warren)
2. Love You Blind – 4:35 (testo: Crow – musica: Oliver)

CD Singolo Promo (Stati Uniti) (Epic: ESK 4504)
1. If You Asked Me To – 3:55 (Warren)

CD Singolo (Stati Uniti) (Epic: 34k 74277)
1. If You Asked Me To – 3:55 (Warren)
2. Where Does My Heart Beat Now – 4:33 (testo: Johnson – musica: Rhodes)

LP Singolo 7" (Europa) (Columbia: 657989 7)
1. If You Asked Me To – 3:54 (Warren)
2. Love You Blind – 4:35 (testo: Crow – musica: Oliver)

LP Singolo 7" (Filippine) (Epic: QEL 45-20243)
1. If You Asked Me To – 3:55 (Warren)
2. I Feel Too Much – 4:09 (testo: Eric Pressly – musica: Tom Keane)

LP Singolo 7" (Regno Unito) (Epic: 658192 7)
1. If You Asked Me To – 3:55 (Warren)
2. Love You Blind – 4:35 (testo: Crow – musica: Oliver)

LP Singolo Promo 7" (Spagna) (CBS/Sony: ARIC 124)
1. If You Asked Me To – 3:54 (Warren)

LP Singolo 7" (Stati Uniti) (Epic: 34-74277)
1. If You Asked Me To – 3:55 (Warren)
2. Where Does My Heart Beat Now – 4:32 (testo: Johnson – musica: Rhodes)

MC Singolo (Canada) (Epic: 38T 74277)
1. If You Asked Me To – 3:55 (Warren)
2. Love You Blind – 4:35 (testo: Crow – musica: Oliver)

MC Singolo (Europa) (Columbia: COL 657989 4)
1. If You Asked Me To – 3:55 (Warren)
2. Love You Blind – 4:35 (testo: Crow – musica: Oliver)

MC Singolo (Regno Unito) (Epic: 658192 4)
1. If You Asked Me To – 3:55 (Warren)
2. Love You Blind – 4:35 (testo: Crow – musica: Oliver)

MC Singolo (Stati Uniti) (Epic: 34T 74277)
1. If You Asked Me To – 3:55 (Warren)
2. Love You Blind – 4:35 (testo: Crow – musica: Oliver)

### Classifiche

#### Classifiche settimanali
| Classifica (1992)                                     | Posizione massima raggiunta |
| ----------------------------------------------------- | --------------------------- |
| Canada (RPM 100 Hit Tracks)                           | 1                           |
| Canada (RPM Adult Contemporary Tracks)                | 1                           |
| Canada (The Record's Retail Singles Chart)            | 3                           |
| Nuova Zelanda (The Official NZ Music Charts)          | 26                          |
| Paesi Bassi (Dutch Top 40)                            | 27                          |
| Paesi Bassi (Single Top 100)                          | 28                          |
| Regno Unito (Official Singles Chart Top 75)           | 57                          |
| Stati Uniti (Billboard Hot 100)                       | 4                           |
| Stati Uniti (Billboard Hot adult Contemporary Tracks) | 1                           |

#### Classifiche di fine anno
| Classifica (1992)                                      | Posizione |
| ------------------------------------------------------ | --------- |
| Canada (RPM Top 100 Adult Contemporary tracks of 1992) | 3         |
| Paesi Bassi (Dutch Top 40)                             | 264       |
| Stati Uniti (Billboard Hot 100)                        | 28        |
| Stati Uniti (Billboard Hot Adult Contemporary Tracks)  | 3         |

### Crediti e personale
Registrazione
- Registrato ai Music Grinder Studios di Hollywood (CA), Ocean Way Recording di Los Angeles (CA)

Personale
- Arrangiato da - Guy Roche
- Batteria - John Robinson
- Chitarra - Michael Thompson
- Cori - Larry Jacobs, Jean McClain, Terry Wood
- Ingegnere del suono - Mario Luccy, Guy Roche, Frank Wolf
- Mixato da - Brian Malouf
- Musica di - Diane Warren
- Produttore - Guy Roche
- Sintetizzatore - Guy Roche
- Tastiere - Guy Roche
- Testi di - Diane Warren

### Cronologia di rilascio
| Paese       | Data        | Formato                         |
| ----------- | ----------- | ------------------------------- |
| Australia   | 1992        | CD                              |
| Canada      | aprile 1992 | Musicassetta                    |
| Europa      | 1992        | Musicassetta • Vinile (7")      |
| Europa      | aprile 1992 | CD Maxi                         |
| Filippine   | 1992        | Vinile (7")                     |
| Giappone    | 1992        | CD Mini                         |
| Regno Unito | aprile 1992 | CD • Musicassetta • Vinile (7") |
| Stati Uniti | 1992        | CD • Vinile (7")                |
| Stati Uniti | aprile 1992 | Musicassetta                    |

## Cover di altri interpreti
Nel 1998, il cantante americano Johnny Mathis registrò una cover di If You asked Me To per il suo album Because You Loved Me: The Songs of Diane Warren. Nel 2006, fu registrata un'altra cover dalla band filippina MYMP che inserì la canzone nel loro album live MYMP Live at the Music Museum e lo pubblicò come singolo. Nel 2012, i cantanti filippini Erik Santos e Angeline Quinto registrarono una loro versione della canzone per il film Unofficially Yours.